# Cardiocondyla
Cardiocondyla és un gènere de formigues de la subfamília dels mirmicins (Myrmicinae). Té una distribució mundial, incloent-hi a la península Ibèrica.

## Espècies
El gènere Cardiocondyla inclou 85 espècies; a la península Ibèrica hi viuen les 4 següents:
- Cardiocondyla batesii Forel, 1894
- Cardiocondyla elegans  Emery, 1869
- Cardiocondyla mauritanica  Forel, 1890
- Cardiocondyla nigra  Forel, 1905